# Тизенгаузен, Николай Оттович
Барон Николай Оттович Тизенга́узен (1827—1891) — российский государственный деятель и правовед, сенатор, тайный советник (1870).

## Биография
Братья — А. О. Тизенгаузен — полковник Лейб-гвардии Финляндского полка. С ноября 1864 до марта 1872 г. занимал должность батальонного командира 1-го военного Павловского училища. Впоследствии командир Эстляндского пехотного полка; П. О. Тизенгаузен (1834—1886) — тайный советник, сенатор, жена Ольга (сестра П. П. Павлова).
В службе  и классном чине с  1847 года после окончания Императорского училища правоведения. С 1851 года коллежский асессор,  Тверской губернский прокурор. В 1855 году произведён в коллежские советники, Таврический губернский прокурор. С 1858 года обер-секретарь I отделения V  департамента Правительствующего сената.
В 1861 году произведён в действительные статские советники, делопроизводитель Канцелярии, вице-директор Комиссариатского департамента Морского министерства. До 1870 года прокурор Петроградской судебной палаты и член Комиссии по составлению судебных уставов по уголовной части.
В 1870 году произведён в тайные советники. С 1870 по 1891 годы сенатор присутствующий и первоприсутствующий в Уголовно-кассационном, Уголовном департаментах и в Особом присутствии для обсуждения дел о государственных преступлениях Правительствующего сената, с 1876 года находился в составе Особого присутствия сената по делу о Казанской демонстрации. Был награждён высшими российскими орденами вплоть до ордена Святого Александра Невского, пожалованного ему в 1878 году.